# Răcari
Răcari – miasto w Rumunii, w okręgu Dymbowica. Liczy 6638 mieszkańców (2011).